# Alberto Torres
Alberto Torres (Itaboraí, 26 de noviembre de 1865 - Río de Janeiro, 29 de marzo de 1917) fue un político y pensador social brasileño preocupado por los temas de la unidad nacional y la organización de la sociedad brasileña.

## Carrera
En su trabajo se opone a las ideas de socialismo e individualismo, que considera incompatibles con la realidad brasileña y responsables de su disgregación. Era necesario, a su entender, conocer con objetividad la sociedad brasileña para saber sus necesidades y los cambios necesarios. Para ello, se requiere según él de un estado fuerte que lidere los cambios.
Sus ideas tuvieron una gran difusión en la revolución brasileña de 1930 y en el Golpe de Estado en Brasil en 1964

## Obras
- O problema nacional brasileiro
- A organização nacional
- As fontes da vida no Brasil, 1915